# کنفنار
کنفنار (به لاتین: Kanfanar) یک منطقهٔ مسکونی در کرواسی است که در شهرستان ایستریا واقع شده‌است. کنفنار ۱٬۵۴۳ نفر جمعیت دارد.